# Pieter van Mol

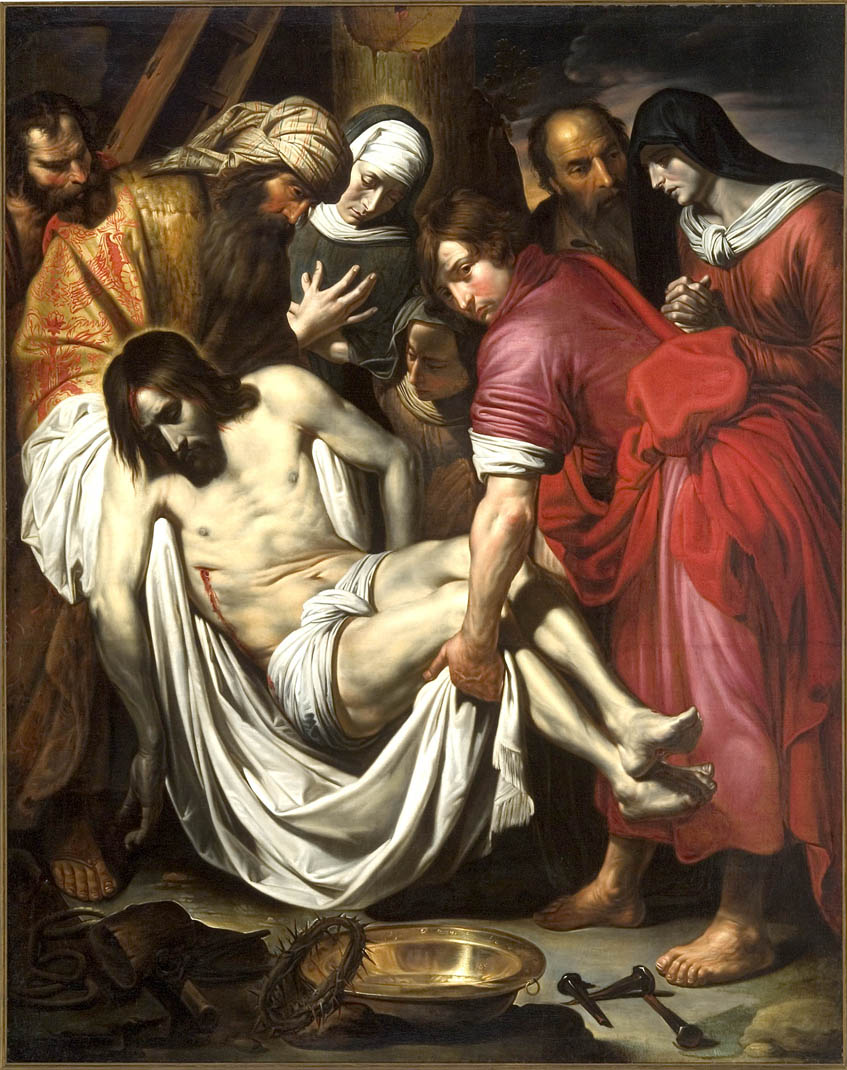
De graflegging

Pieter (Peeter) van Mol (Antwerpen 1599 - Parijs 1650) was een Zuid-Nederlands schilder uit de barokperiode die een groot deel van zijn leven in Parijs actief was.

## Biografie
Pieter van Mol werd in 1599 in Antwerpen geboren. Zijn eerste leermeester was Seger van den Graeve, waar hij opleiding genoot vanaf 1611. Er zijn argumenten dat hij later in de leer zou gegaan zijn bij Rubens. Dit is echter nooit bewezen. Sommige auteurs vermoeden dat hij leerling van Wolffort zou geweest zijn.  In 1622 werd Van Mol vrijmeester aan de Antwerpse Sint-Lucasgilde.
In 1631 zette hij een studio op in Saint-Germain-des-Prés tussen de uitgeweken Vlamingen in Parijs.  in 1635 kreeg hij een opdracht om een deel van de decoraties in de Eglise de Carmes in Parijs te realiseren.  In 1640, intussen aangesteld als ‘peintre ordinaire de la reyne’, huwde hij met Anne Vanderburght met wie hij acht kinderen kreeg, waaronder de latere schilder en graveur Robert Van Mol.  In 1644 maakte hij in Parijs deel uit van de kring van de kunstenaars Jacques Fouquier, Philippe Vleughels, Willem Kalf, Nicasius Bernaerts en Peter van Boucle.  Volgens Jozef Duverger werden  zijn prenten verkocht in Antwerpen, waar ze een klein schandaal veroorzaakten en werden beschouwd als meer aanstootgevend dan die van Caracci.
In 1648 stond hij als een van de twaalf stichters aan de bakermat van de "Académie royale de peinture et de sculpture" (die later zal opgaan in de "Académie des Beaux-Arts").

## Werken
Zijn stijl is sterk beïnvloed door Rubens, maar laat ook de invloed zien van Abraham Janssen en de caravaggisten. Van Mol schilderde vooral religieuze en historische taferelen, al zijn er ook portretten van zijn hand gekend. Zijn hoofdwerk was de uitvoering van de grafkapel van de familie Estampes-Valencay in de kerk van Saint-Joseph-des-Carmes in Parijs vanaf 1635.
Van zijn werk is nog niet alles geïdentificeerd en gelokaliseerd. Zijn werk is onder andere te zien in het Louvre.